# 肺静脈

ヒトの心臓の構造
肺静脈は薄橙色で示されている

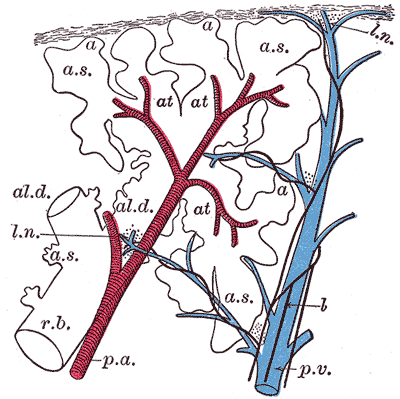
小葉レベルでの肺血管の走向。

肺静脈（はいじょうみゃく）は、肺より心臓の左心房に戻る静脈のこと。
肺静脈は肺の機能血管であり、肺で酸素を補給された動脈血を運んでいる。肺内においては、小葉間隔壁内を走行して動脈血を集めたのち、区域と区域のあいだを走って肺門部に還る。
肺静脈は、左右の肺からそれぞれ2本ずつが左心房につながっている。各肺静脈の名称は以下の通り。
- 右上肺静脈
- 右下肺静脈
- 左上肺静脈
- 左下肺静脈